# Качава
Кача́ва (пол. Kaczawa), также Ка́цбах (нем. Katzbach) — река бассейна Одера в Нижнесилезском воеводстве; общая протяжённость 98 км. Исток реки находится в Кацбахских горах рядом с деревней Кечдорф (нем. Ketschdorf, пол. Kaczorów) на западе современной Польши. Далее она течёт на север, а затем на северо-восток через города Шёнау, Гольдберг и Лигниц и впадает в Одер у Пархвица. Кацбах имеет бурное течение, уклон водного потока на протяжении реки составляет 360 м (то есть в среднем 3,67 м на 1 км), однако летом река довольно мелководна.
Долина Кацбаха и соседние земли относятся к старейшим территориям немецкого поселения в Силезии. Здесь добывались мрамор, известняк и медь. Старейшим городом этой местности считается Гольдберг, который получил в 1211 году Магдебургское право.
26 августа 1813 года на реке Кацбах произошло сражение, в котором Силезская армия под командованием генерал-фельдмаршала Блюхера и генерал-майора Гнейзенау разбила французские войска под командованием маршала Макдональда.